# Johann Gustav Eduard Stehle
Johann Gustav Eduard Stehle, né le 17 février 1839 à Steinhausen et décédé le 21 juin 1915 à Saint-Gall, est un recteur, maître de chapelle, organiste et professeur de musique suisse.

## Biographie
Stehle fait ses études au Schwäbisch Gmünd. En 1870, il assume le poste d'organiste à l'église St.Columban's de Rorschach. Il fonde la Société St.Gallen Cecilian pour la promotion de la musique vocale catholique. En 1874 Stehle est nommé directeur de musique de l'Abbaye de Saint-Gall où il se fait une réputation de compositeur et chef d'orchestre. L'Université de Fribourg lui remet un doctorat ès arts en 1911. 
Durant sa carrière, il est également maître de chapelle à Eichstätt et professeur à Winterthour.